# Boguszów-Gorce
Boguszów-Gorce (in tedesco Gottesberg-Rothenbach) è una città polacca del distretto di Wałbrzych nel voivodato della Bassa Slesia.

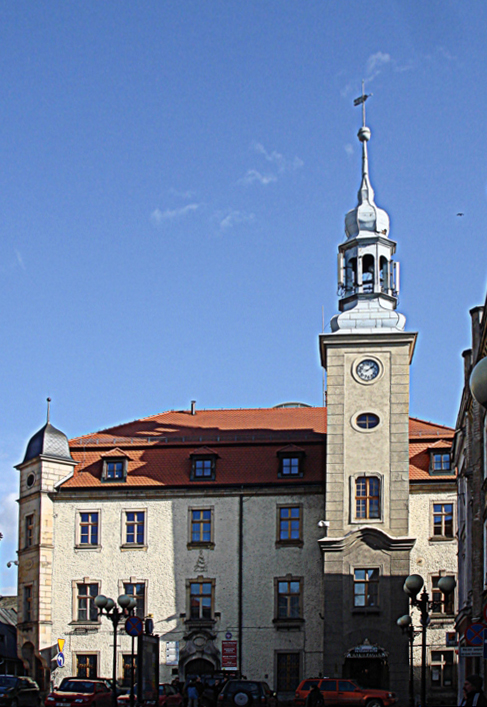
Boguszów-Gorce, municipio

Ricopre una superficie di 27,02 km² e nel 2007 contava 22 815 abitanti.